# Emley Moor-toren
De Emley Moor-toren is een zendstation van Arqiva op een heidegebied vlak bij het dorpje Emley nabij Huddersfield in Engeland. De toren uit gewapend beton is het hoogste vrijstaande bouwwerk op de Britse eilanden met een hoogte van 330,4 m. Het lifttraject naar de top van het betonnen deel op 275 m hoogte duurt zeven minuten. De antenne erboven is 56 m hoog. Het hoogste bouwwerk op de Britse eilanden is echter de Belmont-zender in Lincolnshire, welke een 385 m hoge tuimast is.
De fundering van de toren reikt tot 6,1 m in de grond en de gehele constructie, inclusief de fundering, weegt 11.200 ton.
Het huidige bouwsel is het derde op deze locatie. De originele 135 meter hoge toren uit 1956 werd in 1964 vervangen door een 385 m hoge tuimast, identiek aan deze in Belmont.
Op 19 maart 1969 stortte de constructie door een combinatie van hevige wind en ijsvorming in. Na een serie tijdelijke masten begon in 1969 de bouw van het huidige zendstation, en de UHF-uitzendingen begonnen op 21 januari 1971.
De Emley Moor-toren verzorgt de uitzendingen van BBC One, BBC Two, ITV1 Yorkshire, Channel 4, Five TV, zes digitale televisie-multiplexen en twee lokale vrije radiostations met een bereikte oppervlakte van circa 10.000 km².
De Britse overheid klasseerde het gebouw als 'van belangrijke architecturale of geschiedkundige waarde' in 2002.

## Kanalen volgens frequentie
- Analoge Radio (FM VHF)
  - 105,1 MHz - Galaxy
  - 106,2 MHz - Real

- Digitale Radio (DAB)
  - Block 11D: 222,064 MHz - Digital One
  - Block 12A: 223,930 MHz - MXR Yorkshire
  - Block 12B: 225,648 MHz - BBC

- Analoge Televisie
  - UHF 37 (599.25 MHz) - Five (North)
  - UHF 41 (631,25 MHz) - Channel 4 (North)
  - UHF 44 (655,25 MHz) - BBC One (Yorkshire)
  - UHF 47 (679,25 MHz) - ITV1 (Yorkshire)
  - UHF 51 (711,25 MHz) - BBC Two (England)

- Digitale Televisie
  - UHF 40 (626 MHz) - Multiplex 2 Digital 3&4
  - UHF 43 (650 MHz) - Multiplex A SDN
  - UHF 46 (674 MHz) - Multiplex B BBC
  - UHF 49 (698 MHz) - Multiplex D National Grid Wireless
  - UHF 50 (706 MHz) - Multiplex C National Grid Wireless
  - UHF 52 (722 MHz) - Multiplex 1 BBC